# Tamika Saxby
Pour les articles homonymes, voir Saxby.
Tamika Saxby, connue aussi sous son nom de mariage de Tamika Hunt, née le 18 avril 1993 à Goulburn, est une joueuse professionnelle de squash représentant l'Australie. Elle atteint en novembre 2017 la 48e place mondiale, son meilleur classement.
Elle est championne d'Australie en 2017 et en 2021.

## Biographie
Elle grandit au Coffs Harbour Squash and Swim Centre que ses parents Peter et Jenny exploitent et possèdent.
Elle est une junior brillante se qualifiant trois années de suite aux championnats du monde junior et atteignant les demi-finales du British Junior Open.

## Palmarès

### Titres
- Championnats d'Australie : 2 titres (2017, 2021)